# Pseudolaureola wilsmorei
Pseudolaureola wilsmorei är en kräftdjursart som först beskrevs av Nicholls och Barnes 1926.  Pseudolaureola wilsmorei ingår i släktet Pseudolaureola och familjen Armadillidae. Inga underarter finns listade i Catalogue of Life.